# Baudweiler
Baudweiler, auch Bautweiler, ist eine Wüstung in der Region Pfalz im Bundesland Rheinland-Pfalz. Das ehemalige Dorf ging vermutlich im Dreißigjährigen Krieg unter.

## Geographie
Das Dorf lag am Nordrand des Pfälzerwaldes – ungefähr 6 km nördlich von Enkenbach – in einem Seitental der Alsenz an der Gabelung der Straße nach Sembach und Wartenberg.

## Geschichte
Der Ursprung des Dorfes ist nicht gesichert. Es befand sich zunächst im Besitz der Herrn von Randeck. Im Jahre 1626 wird es in einem Zinsbuch erwähnt. Es gehörte zu dieser Zeit den Junkern von Flersheim, welche die Herrschaft Neuhemsbach innehatten, und den Kolben von Wartenberg gemeinsam. Oberste Gerichtsherren waren die Flersheimer, die auch den Schultheiß bestellten.
Im Dreißigjährigen Krieg wurde das Dorf 1635 durch kroatische Truppen der Katholischen Liga zerstört. Im Jahr 1652 wird Baudweiler als nicht mehr existent beschrieben. Ein Dokument vom 2. September dieses Jahres hält dazu fest, „dass im Dorf und dem ganzen Gerichtsbezirk Baudweiler nur ein Heckenwald übriggeblieben ist“.

## Heutige Spuren
Heute erinnert nur noch das Baudweiler Kreuz, ein Sandsteinkreuz auf einer Verkehrsinsel an der Abzweigung der L 393 Richtung Sembach von der Bundesstraße 48 (Kreuz), sowie einige Flurnamen, wie „Bauter“ und „Bautergraben“ in der Sembacher Gemarkung oder „Am Bauter“ in der Gemarkung von Wartenberg-Rohrbach an die ehemalige Ortschaft.